# Río Cortada
El río Cortada es un curso fluvial de Cantabria (España) perteneciente a la cuenca hidrográfica del Pas. Tiene una longitud de 4,423 kilómetros, con una pendiente media de 5,5º.